# Pic de Vallpeguera
El pic de Vallpeguera (o pic de Vall Peguera) és un cim de 2.743 m d'altitud situat al terme municipal d'Alins (Pallars Sobirà) al sud del pic d’Escorbes (2 788 m) delimitant pel vessant occidental el circ de Vallpeguera (vall de la Noguera de Tor) i a l'est el circ de Baiau (vall de la Noguera de Vallferrera).
El pic de Vallpeguera és al mig de la carena (nord-oest-sud-est) que uneix el pic de Sanfonts i el d'Escorbes. Entre el pic de Vallpeguera i gairebé sota el pic d'Escorbes hi ha la portella de Vallpeguera (2.683 m).